# Charles Pélissier
Charles Pélissier (París, 20 de febrer de 1903 - París, 28 de maig de 1959) fou un ciclista francès que fou professional entre 1922 i 1939, en què aconseguí 29 victòries. Era el germà petit dels també ciclistes Francis Pélissier i Henri Pélissier, al qual anomenaven Valentino o l'Estimat.
Amb vuit etapes assolides durant el Tour de França de 1930 obstenta el rècord de victòries per a un sol corredor durant una sola edició. Aquest rècord fou igualat per Eddy Merckx el 1970 i 1974 i Freddy Maertens el 1976.

## Palmarès
- 1925
  - 1r a la París-Arras
  - 1r al Circuit de l'Allier
  - 1r Circuit de Cantal
- 1926
  - Campió de França de ciclocròs
  - 1r del Circuit del Centre
- 1927
  - Campió de França de ciclocròs
  - 1r de la cursa de la cota de Mont Faron
- 1928
  - Campió de França de ciclocròs
  - 1r de la cursa de la cota de Mont Faron
- 1929
  - 1r al Circuit de Martonnais
  - 1r al Critèrium de tardor d'Angoulême
  - Vencedor duna d'etapa al Tour de França
- 1930
  - 1r als Sis dies de París, amb Armand Blanchonnet
  - Vencedor de 8 etapes al Tour de França
- 1931
  - Vencedor de 5 etapes al Tour de França
- 1933
  - 1r al Critèrium d'As
  - 1r a Troyes
- 1934
  - 1r al Circuit de París
  - 1r a Gènova
- 1935
  - Vencedor de 2 etapes al Tour de França
- 1938
  - 1r al Premi de Saint-Germain

### Resultats al Tour de França
- 1929. 28è de la classificació general i vencedor d'una etapa
- 1930. 9è de la classificació general i vencedor de 8 etapes
- 1931. 14è de la classificació general i vencedor de 5 etapes
- 1933. Abandona
- 1934. Abandona
- 1935. 13è de la classificació general i vencedor de 2 etapes